# Randall Jarrell
Randall Jarrell (Nashville Tennessee, Estados Unidos, 6 de mayo de 1914 - Chapel Hill Carolina del Norte, Estados Unidos, 14 de octubre de 1965) fue un escritor y crítico literario estadounidense.

## Biografía
Jarrell nació en Nashville (Tennessee) y estudió en la Universidad Vanderbilt. Allí estuvo relacionado con el grupo poético Los Fugitivos. Posteriormente, Jarrell asistió al Kenyon College, en donde fue alumno de John Crowe Ransom y escribió una tesis sobre la poesía de Alfred Edward Housman. Allí también fue compañero de cuarto del poeta Robert Lowell, con quien mantendría una amistad por el resto de su vida.
Jarrell terminó su maestría en Vanderbilt en 1938 y empezó a enseñar en la Universidad de Texas en Austin, en donde trabajó entre 1939 y 1942. Allí conoció a su primera esposa, Mackie Langham. En 1942, abandonó la universidad para unirse a la Fuerza Aérea. Sus primeros poemas se enfocan en su experiencia en la guerra con la Fuerza Aérea.
Luego de terminar su servicio en la Fuerza Aérea, Jarrell se unió a la facultad del Sarah Lawrence College en Nueva York. Sin embargo, un año más renunció a su puesto para trabajar como profesor asociado de inglés en el Woman's College de la Universidad de Carolina del Norte en Chapel Hill.
El 14 de octubre de 1965, mientras caminaban por una calle de Chapel Hill durante el atardecer, Jarrell fue arrollado por un automóvil y murió.

## Carrera
Jarrell publicó su primer poemario, Blood from a Stranger, en 1942, el mismo año en que se enlistó en la Fuerza Aérea. Sus dos libros posteriores, Little Friend, Little Friend (1945) y Losses (1948), fueron inspirados por su experiencias en la guerra. Su poema de guerra más famoso es The Death of the Ball Turret Gunner, en el cual se presenta al soldado como una figura infantil señalando al Estado como el culpable de la guerra.
Sin embargo, durante el inicio de su carrera, Jarrell trabajó principalmente como crítico y no como poeta. Con el apoyo de Edmund Wilson, quien publicaba sus críticas en The New Republic, Jarrell se convirtió en un feroz crítico de sus compañeros poetas. Durante el periodo de posguerra, su estilo empezó a cambiar, mostrando un énfasis más positivo. Sus críticas a Robert Lowell, Elizabeth Bishop y William Carlos Williams ayudaron a establecer o resucitar sus reputaciones como poetas estadounidenses de renombre.
Jarrell también es conocido por sus ensayos sobre Robert Frost (quien fue una de sus mayores influencias), Walt Whitman, Marianne Moore, Wallace Stevens y otros escritores. Estos ensayos fueron publicados como Poetry and the Age en 1953. Muchos expertos consideran a Jarrell como el crítico poético más astuto de su generación.
Su reputación como poeta no se estableció firmemente hasta 1960, cuando su poemario The Woman at the Washington Zoo ganó el National Book Award. Su último poemario, The Lost World (1965), cementó esa reputación y muchos críticos lo consideran su mejor trabajo. Jarrell también publicó una novela satírica, Pictures from an Institution, en 1954 basado en su experiencias en el Sarah Lawrance College. La novela estuvo nominada al National Book Award en 1955. También escribió varios libros infantiles tales como The Bat-Poet (1964) y The Animal Family (1965).
Jarrell también tradujo varios poemas de Rainer Maria Rilke y otros poetas, una obra de Antón Chéjov y varios cuentos de hadas de los hermanos Grimm.
Jarrell trabajó como Asesor Oficial sobre Poesía de la Biblioteca del Congreso de Estados Unidos entre 1956 y 1958.

## Obras
- The Animal Family (1965)
- The Lost World (1965)
- The Bat-Poet (1964)
- A Sad Heart at the Supermarket: Essays & Fables (1962)
- The Woman at the Washington Zoo (1960)
- Selected Poems (1955)
- Pictures from an Institution (1954)
- Poetry and the Age (1953)
- The Seven League Crutches (1951)
- Losses (1948)
- Little Friend, Little Friend (1945)
- Blood for A Stranger (1942)